# Viejo calavera
Viejo calavera és una pel·lícula boliviana dramàtica dirigida i escrita per Kiro Russo. Va ser seleccionada com a entrada boliviana per l'Oscar a la millor pel·lícula de parla no anglesa als Premis Oscar de 2017, però no va ser nominada.

## Sinopsi
Narra la història de Elder Mamani, un jove miner de Bolívia que porta una vida dividida entre dues activitats: el seu treball i l'alcohol i que no té l'acceptació de ningú del seu entorn, excepte la seva àvia, amb qui va anar a viure després de la mort del seu pare. Tots dos comparteixen una petita casa del poblat de Huanuni, en el departament de Oruro. La cambra de Russo mostra la complexitat de construir-se en l'altre en una cultura condemnada a la foscor i les malalties respiratòries i la impossibilitat del propi Elder per a conèixer-se a si mateix.

## Repartiment
- Narciso Choquecallata - Padrino Francisco
- Anastasia Daza López - Abuela Rosa
- Felix Espejo Espejo - Juan
- Israel Hurtado - Gallo

Els actors no tenien experiència previa en cinema i foren entrenats específicament per la pel·lícula.

## Premis i nominacions
| PREMIS |                                                                    |                                          |           |
| Any    | Premi                                                              | Nominació                                | Resultat  |
| 2016   | Festival Internacional de Cinema de Locarno: Cineastes del present | Esment especial                          | Guanyador |
| 2016   | Premis FIPRESCI                                                    | Millor Pel·lícula Llatinoamericana       | Guanyador |
| 2016   | Premi Cooperació Espanyola: horitzons llatins                      | Esment especial                          | Guanyador |
| 2016   | Festival de Cinema Entrevues de Belfort                            | Millor utilització Musical               | Guanyador |
| 2016   | Festival de Cinema de Carbonia                                     | Millor pel·lícula del Festival           | Guanyador |
| 2016   | Festival Internacional de Cinema de Valdivia                       | Premi Especial del Jurat                 | Guanyador |
| 2016   | Festival de Cinema Pachamama de Río Branco Brasil                  | Millr Direcció Competència Internacional | Guanyador |
| 2016   | Festival Arica Nativa                                              | Millor Pel·lícula Ficció                 | Guanyador |
| 2017   | Premis BAFICI                                                      | Premi especial del jurat i Guardó ADF    | Guanyador |
| 2017   | Premis Platino el Cinema Iberoamericà                              | Millor òpera prima de ficció             | Guanyador |
| 2017   | Premi Iberoamericà de Cinema Fènix                                 | Millor fotografia de ficció              | Nominat   |
| 2017   | Premi Iberoamerià de Cinema Fénix                                  | Millor pel·lícula de ficció              | Nominat   |
| 2017   | Festival Internacional de Cinema de Guayaquil                      | Millor Direcció                          | Guanyador |
| 2017   | Festival Internacional de Cinema de Guayaquil                      | Millor So                                | Guanyador |
| 2017   | Premis FICCI                                                       | Millor film de ficció                    | Guanyador |
| 2018   | Premis Goya                                                        | millor pel·lícula iberoamericana         | Nominat   |